# Яунземс, Алвис
Алвис Яунземс (латыш. Alvis Jaunzems; род. 16 июня 1999, Стайцеле, Алойский край) — латвийский футболист, полузащитник клуба «Сталь» и национальной сборной Латвии.

## Карьера

### «Валмиера»

#### Начало карьеры
Футбольную карьеру футболист начинал в клубе «Стайцелес Бебри», за который провёл 2 сезона в латвийской Первой лиге. В январе 2017 года перешёл в латвийский клуб «Валмиера» на правах свободного агента. По итогу дебютного сезона стал победителем Первой лиги. Сам футболист отличился в рамках чемпионата 11 забитыми голами в 21 матче. Зимой 2018 года готовился к новому сезону основной командой клуба. Дебютировал в латвийской Высшей лиге 14 апреля 2018 года в матче против юрмальского «Спартака», отличившись результативной передачей. Первый гол за клуб забил 15 июля 2018 года в матче против клуба «Елгава». По ходу сезона футболист был одним из ключевых игроков клуба, однако Высшей лиге клуб остановился на последнем месте.
Новый сезон футболист вместе с клубом начали в Высшей лиге. Первый матч сыграл 17 марта 2019 года против клуба «Даугавпилс», также отличившись первым в сезоне забитым голом. Весь сезон футболист провёл чередуя матчи в стартовом составе и со скамейки запасных, однако чаще оставался запасным игроком. Вместе с клубом футболист закончил чемпионат на итоговом четвёртом месте.

#### Сезон 2020
В начале 2020 года чемпионат был приостановлен из-за пандемии COVID-19. Футбольный сезон возобновился лишь в июне 2020 года. Первый матч футболист сыграл 15 июня 2020 года против «Риги», выйдя на замену 81 минуте. Вскоре футболист вернул себе место в стартовом составе клуба, в котором по итогу сезона стал одним из ключевых игроков. В августе вместе с клубом отправился на квалификационный матч Лиги Европы УЕФА. Дебютировал на турнире 27 августа 2020 года против польского «Леха». Первым голом за клуб отличился 23 сентября 2020 года в матче Кубка Латвии против рижского «Динамо», где футболист вышел на поле с капитанской повязкой. Первым результативным действием в чемпионате отличился 17 октября 2020 года против клуба «Тукумс 2000», отдав голевую передачу. В матче предпоследнего тура 26 ноября 2020 года против клуба «Даугавпилс» отличился дублем из результативных передач. По итогу сезона футболист стал бронзовым призёром чемпионата.

#### Сезон 2021
Новый сезон начал 14 марта 2021 года с матча против клуба РФС. Сам футболист также сменил своё амплуа с полузащитника на крайнего защитника. Первым результативным действием отличился 24 апреля 2021 года против клуба «Метта», отдав голевую передачу. В июле 2021 года вместе с клубом отправился на квалификационные матчи Лиги конференций УЕФА. Дебютировал на еврокубковом турнире 8 июля 2021 года в матче против литовского клуба «Судува». Однако по сумме двух встреч литовский клуб оказался сильнее и прошёл в следующий раунд квалификаций. По итогу сезона футболист стал серебряным призёром латвийской Высшей лиги.

#### Сезон 2022
Первый матч в новом сезоне сыграл 12 марта 2022 года против «Риги», также отличившись первым забитым голом. В апреле 2022 года футболист сыграл свой 100 матч в составе клуба. В июле 2022 года футболист вместе с клубом отравился на квалификационные матчи Лиги конференций УЕФА. Первый матч сыграл 21 июля 2022 года против северомакедонского клуба «Шкендия», где футболист забил свой дебютный гол на еврокубковом турнире. Однако затем по сумме двух матчей латвийский клуб оказался слабее. По ходу сезона футболист отличался хорошей результативностью, записав на свой счёт 4 гола и 12 результативных передач, по количеству которых стал вторым ассистентом в клубе. По итогу сезона стал чемпионом латвийской Высшей лиги.

#### Сезон 2023
Начал новый сезон 11 марта 2023 года с матча против клуба РФС. Первым результативным действием за клуб отличился 6 апреля 2023 года в матче против клуба «Тукумс 2000», отдав голевую передачу. Первый гол в новом сезоне забил 24 апреля 2023 года в матче против клуба «Елгава». В июле 2023 года футболист вместе с клубом отправился на квалификационные матчи Лиги чемпионов УЕФА. Первый матч на турнире сыграл 11 июля 2023 года против словенской «Олимпии». По итогу ответного матча 19 июля 2023 года «Олимпия» также оказалась сильнее, а футболист отправился в квалификационные матчи Лиги конференций УЕФА. В ответном матче второго квалификационного раунда 1 августа 2023 года против сан-маринского клуба «Тре Пенне» футболист отличился забитым голом и результативной передачей. Закончил футболист вместе с клубом этап квалификаций в третьем раунде, где по сумме матчей уступили албанскому «Партизани». В самом чемпионате футболист успел отличиться 3 забитыми голами и 5 результативными передачами.

### «Сталь» Мелец
В августе 2023 года футболист перешёл в польский клуб «Сталь», подписав двухлетний контракт. Дебютировал за клуб 1 сентября 2023 года в матче против хожувского «Руха», выйдя на замену на 74 минуте. Первым результативным действием за клуб футболист отличился 25 ноября 2023 года в матче против щецинского клуба «Погонь», отдав голевую передачу.

## Международная карьера
В 2017 году получил вызов в юношескую сборную Латвии до 19 лет, вместе с которой отправился на квалификационные матчи юношеского чемпионата Европы до 19 лет. Дебютировал за сборную 21 марта 2018 года в матче против юношеской сборной Северной Македонии.
В сентябре 2018 года футболист отправился вместе с молодёжной сборной Латвии на квалификационные матчи молодёжного чемпионата Европы. Дебютировал за сборную 7 января 2018 года против Украины. Позже стал одним из ключевых футболистов в молодёжной сборной.
В сентябре 2020 года футболист получил приглашение в национальную сборную Латвии. Дебютировал за сборную 3 сентября 2020 года в матче Лиги наций УЕФА против сборной Андорры.

## Достижения
«Валмиера»
- Победитель Первой Лиги: 2017
- Чемпион Латвии: 2022